# Chlorops femoratus
Chlorops femoratus är en tvåvingeart som beskrevs av Becker 1911. Chlorops femoratus ingår i släktet Chlorops och familjen fritflugor. Inga underarter finns listade i Catalogue of Life.